# Sphenomorphus modigliani
Sphenomorphus modigliani este o specie de șopârle din genul Sphenomorphus, familia Scincidae, descrisă de Boulenger 1895. Conform Catalogue of Life specia Sphenomorphus modigliani nu are subspecii cunoscute.